# Concile d'Arles (314)
Pour les articles homonymes, voir Conciles d'Arles.
Le concile d'Arles de 314 est organisé à la demande de l'empereur Constantin, qui, en 313, a promulgué un édit de tolérance du christianisme et a organisé un premier concile à Rome.
Le concile d'Arles réunit seize évêques, principalement de Gaule, mais quelques-uns d'autres provinces romaines (Bretagne, Hispanie, Germanie). Ce concile réitère la condamnation de l'hérésie donatiste.
Il s'agit du premier des deux conciles d'Arles, le suivant ayant lieu en 554.

## Contexte
Après avoir eu, selon la tradition, la vision d'une croix avant la bataille du pont Milvius (312), dont il sort vainqueur, l'empereur Constantin décide de légaliser le christianisme par l'édit de Milan (313), mettant fin à toute persécution antichrétienne, la dernière ayant eu lieu sous le règne de Dioclétien (régnant de 284 à 305).
Presque aussitôt, il fait réunir un certain nombre d'évêques (episcopi, responsables de l'Eglise dans une cité (civitas) de l'empire) à Rome. À cette date, dans l'empire romain d'Occident, l'empereur premier (dit « Auguste ») ne réside plus à Rome, mais à Milan ; mais Rome, capitale symbolique, est aussi le siège épiscopal du successeur de saint Pierre, le plus important de tout l'empire.
Le concile de Rome condamne l'hérésie donatiste.
Puis Constantin convoque un deuxième concile afin de faire venir plus d'évêques. Le lieu de réunion est fixé à Arles, dans la province de Narbonnaise deuxième, en Gaule (diocèse civil de Vienne, préfecture du prétoire des Gaules).

## Le concile d'Arles

### Organisation
La première réunion a lieu le 1er août 314
Ce concile se déroule probablement dans l'église construite sur l'emplacement d'un ancien temple dédié à la Bonne Déesse, aujourd'hui église Notre-Dame-la-Major.

### Participants
Ce concile réunit seize évêques principalement venus de Gaule romains, sur un total d’une trentaine en Gaule, mais quelques-uns d'autres parties de l'empire d'Occident. L'évêque de Rome, Sylvestre Ier ne participe pas à ce concile.

#### Liste des évêques présents
- Arles : Marinus, accompagné du prêtre Salamas et des diacres Nicasius, Afer, Ursinus, Petrus ;
- Marseille (cité de Massalia) : Oresius, accompagné d'un lecteur[pas clair], Nazareus[3] ;
- Vaison : Daphnus, accompagné de l'exorciste Victor ;
- Vienne (cité des Allobroges) : Vère Ier[4], accompagné de l'exorciste Beclas ;
- Lyon : Vocius, accompagné de l'exorciste Getullin ;
- Autun (cité des Éduens) : Rhétice ;
- Rouen : Avitianus, accompagné du diacre Nicetius ;
- Reims (cité des Rèmes) : Bétause, accompagné du diacre Primogénite ;
- Bordeaux (cité des Bituriges Vivisques) : Orientalis, accompagné du diacre Flavius ;
- Eauze : Mamertin, accompagné du diacre Leontius ;
- Trèves : Agrice ;
- Cologne : Materne, un proche de l’empereur Constantin, qui aurait participé au concile de Rome, en 313 ;
- Galice (province d'Hispanie) : un évêque dont le nom n'est pas connu ;
- province romaine de Bretagne : trois évêques accompagnés d'un prêtre et d'un diacre : 
  - Eborius, évêque d'York;
  - Restitutus, évêque de Londres ;
  - Adelfius, évêque de Lincoln[5]. ;
- province romaine d'Afrique : Faustus, évêque de Thuburbo Majus.

#### Évêques représentés
Certains évêques sont représentés, ceux de :
- Nice : par le diacre Innocentius et l'exorciste Agapista ;
- Mende (cité des Gabales) : par le diacre Genialis (plus tard évêque de Mende) ;
- Apt : par Romanus et Victor ;
- Orange : l'évêque Faustin est représenté par un clerc.

#### Sièges épiscopaux notables
Parmi les évêques représentés, certains viennent de villes chefs-lieux de province, alors que la plupart des évêques représentent seulement une cité : c'est le cas notamment de ceux de 
- Bordeaux (province d'Aquitaine[6]) ;
- Reims (province de Belgique[7]) ;
- Vienne (province de Viennoise[8])
- York (province de Bretagne[7]).

Deux sièges épiscopaux sont encore plus importants : 
- Lyon, capitale des Trois Gaules  (Lyonnaise, Aquitaine, Belgique) et chef-lieu de la Lyonnaise ;
- Trèves, ville qui est le lieu de résidence de l'empereur César d'Occident (l'adjoint de l'empereur Auguste en titre) et le chef-lieu de la préfecture du prétoire des Gaules, qui inclut la Bretagne et l'Hispanie (mais pas la province d'Afrique).

### Dispositions (canons) adoptées par le concile
Ce concile établit vingt-deux canons, qui en premier lieu condamnent le donatisme.
Parmi les autres mesures adoptées, le concile 
- reconnaît le service militaire comme un devoir du chrétien (canon 3)
- tente de fixer pour la fête de Pâques (commémoration de la résurrection de Jésus) une date officielle commune à tous les chrétiens
- admet la validité du baptême administré par un païen (canon 9, confirmé en 1439 par le concile de Florence)
- condamne les clercs qui ont des relations avec des femmes ;
- rappelle que les diacres ne peuvent pas donner l’eucharistie (canon 15)
- que les diacres doivent aux prêtres (presbyteri) l’honneur qui leur est dû (canon 18)
- prend diverses mesures concernant le mariage chrétien et la consécration des évêques ;
- prend des mesures pour les artistes de la scène ; le canon 5 exige la privation de la Communion tant qu'ils font profession de leur art, ceci dans la continuité du Concile d'Elvire de 305 qui imposait la cessation de la profession faute de quoi l'artiste était chassé hors de l'Église (canon 62)[10].

## Suites
Le concile le plus important du règne de Constantin est le premier concile de Nicée (325), tenu dans l'empire d'Orient, qui établit le premier texte officiel du Credo.